# Guirand de Scevola
Lucien-Victor Guirand de Scevola (Sète, 14 de novembro de 1871 - Paris, 29 de março de 1950) foi um pintor, desenhista e ilustrador francês.
Pintor de flores, naturezas-mortas, cenas de alcova e paisagens, Guirand de Scévola também teve uma brilhante carreira como retratista, executando, entre outros, os retratos do duque de Massa e das duquesas de Uzès e de Brissac. O artista também realizou cenas mundanas.
Ele é conhecido por ter desenvolvido durante a Primeira Guerra Mundial métodos para disfarçar peças de artilharia sob telas pintadas, fazendo dele um dos pioneiros da camuflagem militar.

## Biografia
Lucien-Victor Guirand é filho de Jean-Antoine Guirand, vendedor ambulante, e de Catherine Mélanie Fournaire, dona de casa. Aluno de Fernand Cormon na École des Beaux-Arts de Paris, especializou-se em pastel. Expôs regularmente em Paris no Salon des Artistes Français e depois no Salon da Société Nationale des Beaux-Arts, onde se tornou associado, depois membro, membro do comitê e, finalmente, presidente em 1937, substituindo o paisagista André Dauchez. Ele também foi membro da Société des Pastellistes de France, da qual se tornou presidente.
Em 1903, realizou a decoração do saguão e de vários painéis do Théâtre Molière em Sète, inaugurado em 1904.
Ele se casou em 19 de janeiro de 1906 com a comediante francesa Marie-Thérèse Piérat, nome artístico de Marie-Thérèse Panot, sócia da Comédie-Française. A Revue Hebdomadaire da semana indicou que foi "o grande evento da semana. A multidão se aglomerava na Trinité. Milhares de pessoas tiveram que desistir de desfilar diante dos noivos. No dia seguinte, foi a inauguração da exposição anual de pintura do Epatant, onde naturalmente a multidão se aglomerou novamente, especialmente diante das telas do Sr. Guirand de Scévola." Os Annales du Théâtre et de la Musique também relatam este evento mundano: "O casamento civil da Srta. Piérat com o jovem e distinto pintor Guirand de Scévola ocorreu na prefeitura do 9º arrondissement. Os testemunhos da noiva foram: Senhor Jules Clarétie, administrador da Comédie-Française, e M. de Féraudy; os de M. Guirand de Scévola, os Srs. Guillemet e Edmond Rodier. O casamento religioso foi celebrado dois dias depois na igreja da Trinité, resplandecente de luzes. Uma multidão imensa, entre a qual se destacavam muitas notabilidades do mundo literário e teatral, assistiu à cerimônia. Após um interminável desfile na sacristia, os convidados dirigiram-se à Rue Blanche, no Hôtel des Ingénieurs Civils, onde foi realizada uma brilhante recepção.
Pilar da vida boêmia de Montmartre e do Cabaret des Quat'z'Arts, especialmente com seus amigos Charles Léandre, Louis Abel-Truchet, Abel Faivre e Adolphe Léon Willette, Lucien-Victor Guirand de Scévola tinha seu ateliê parisiense no número 42 da rue Fontaine até 1910. Ele fazia parte do círculo dos Mortigny, fundado por Dimitri d'Osnobichine em 1908, que reunia vários artistas e habitués da vida parisiense: Marcel Bain, que escreveu os cinco atos do drama "Le secret des Mortigny ou de l'honneur à la honte et vice versa", Paul Poiret, Bernard Boutet de Monvel, Georges Villa, Guy Arnoux, Joë Hamman, Joseph Pinchon, André Warnod, Pierre Troisgros, Jean Routier, Henri Callot, Pierre Falize e Pierre Prunier. Esse círculo funcionou até a década de 1950.
Guirand de Scévola também fez a cenografia de várias peças em que sua esposa atuava e ilustrou os contos que ela publicou, como "La galante aventure du roi Jean XV" (1928).
Residindo em Paris no número 91 da avenue de Villiers (17º arrondissement), ele foi nomeado cavaleiro da Legião de Honra. Foi promovido a oficial da Legião de Honra por decreto de 26 de maio de 1914.
Mobilizado desde o início da Primeira Guerra Mundial, Lucien-Victor Guirand de Scévola é considerado um dos inventores do camuflagem militar. No outono de 1914, na frente de batalha e de forma concomitante, Eugène Corbin, um soldado de Nancy, e seu amigo, o decorador Louis Guignot, de um lado, e Lucien-Victor Guirand de Scévola, do outro, tiveram a ideia de cobrir as peças de artilharia com telas pintadas que se fundissem na paisagem para evitar seu reconhecimento pelo inimigo. Os dois artistas, que não se conheciam, se encontraram em outubro de 1914 e formaram informalmente uma "equipe de arte". Mas foi Guirand de Scévola, um homem influente em Paris, que usou suas conexões para promover a camuflagem.
A partir de fevereiro de 1915, após testes conclusivos, foi decidido formar em Toul um primeiro ateliê de camuflagem sob a direção de Guirand de Scévola. Vários artistas mobilizados foram afetados a essa nova seção autônoma, cujo símbolo era o camaleão. Auxiliado por sua esposa, Marie-Thérèse Piérat, Guirand de Scévola — então canhoneiro no 6º regimento de artilharia a pé, promovido rapidamente a capitão — usou suas altas conexões entre os membros do governo para informar às autoridades militares sobre as experiências realizadas em Toul. Com o apoio do general Castelnau — chefe do II Exército — e do interesse do presidente da República Raymond Poincaré, ele conseguiu convencer o alto comando do valor estratégico da camuflagem e sua eficácia para proteger pontos sensíveis da frente. Guirand de Scévola submeteu ao estado-maior francês a ideia de dissimular, sob telas pintadas, os canhões que brilhavam ao sol, bem como os homens, de forma que se confundissem com o terreno circundante, e procedeu a uma demonstração na frente de Picardie.
Em 14 de agosto de 1915, o marechal Joffre, convencido dessa nova arte militar, deu uma organização regular aos camufladores, reunidos em uma unidade vinculada inicialmente ao seu quartel-general e, em outubro de 1916, ao 1º regimento de engenharia, colocando-os sob o comando de Guirand de Scévola. Ateliês secundários foram criados em Châlons-sur-Marne, Noyon e Chantilly. A criação das seções de camuflagem permitiu que artistas — cujo ofício não destinava a um papel particular na guerra — colocassem seu talento a serviço da França. Assim, emergiram mestres da camuflagem como André Mare, Jean-Louis Forain, Auguste Desch, Georges Mouveau e André Dunoyer de Segonzac. Guirand de Scévola disse sobre sua invenção: "Eu empreguei, para deformar totalmente o objeto, os métodos que os cubistas utilizam para representá-lo, o que me permitiu, posteriormente, engajar na minha seção alguns pintores capazes de distorcer qualquer forma."
Guirand de Scévola foi elevado ao grau de comandante da Legião de Honra por decreto de 30 de julho de 1935, com base no relatório do ministro da Educação Nacional.
Durante a Segunda Guerra Mundial, Guirand de Scévola foi um partidário da colaboração artística com a Alemanha e um crítico da "arte judaica".
Lucien-Victor Guirand de Scévola e sua esposa passaram muitos e regulares períodos na propriedade de Gard, o castelo de Montsauve em Sauveterre, herdado de sua mãe, Alice Panot, onde receberam numerosos artistas e outras personalidades. Em 1946, a comuna adquiriu o castelo para abrigar escolas e, posteriormente, a prefeitura. A comuna recebeu de Jeanne Marguerite Fournials, aluna de Guirand de Scévola, um acervo de pinturas de seu mestre, que são conservadas ali.
Guirand de Scévola morreu sem descendentes em 29 de março de 1950 em sua residência parisiense, no número 119 da rue de Courcelles, no 17º arrondissement. Ele foi sepultado em 1º de abril de 1950 em Paris, no cemitério de Montmartre, após uma cerimônia religiosa na igreja Saint-François-de-Sales, sua paróquia.

## Pinturas

Obras de Lucien-Victor Guirand de Scévola
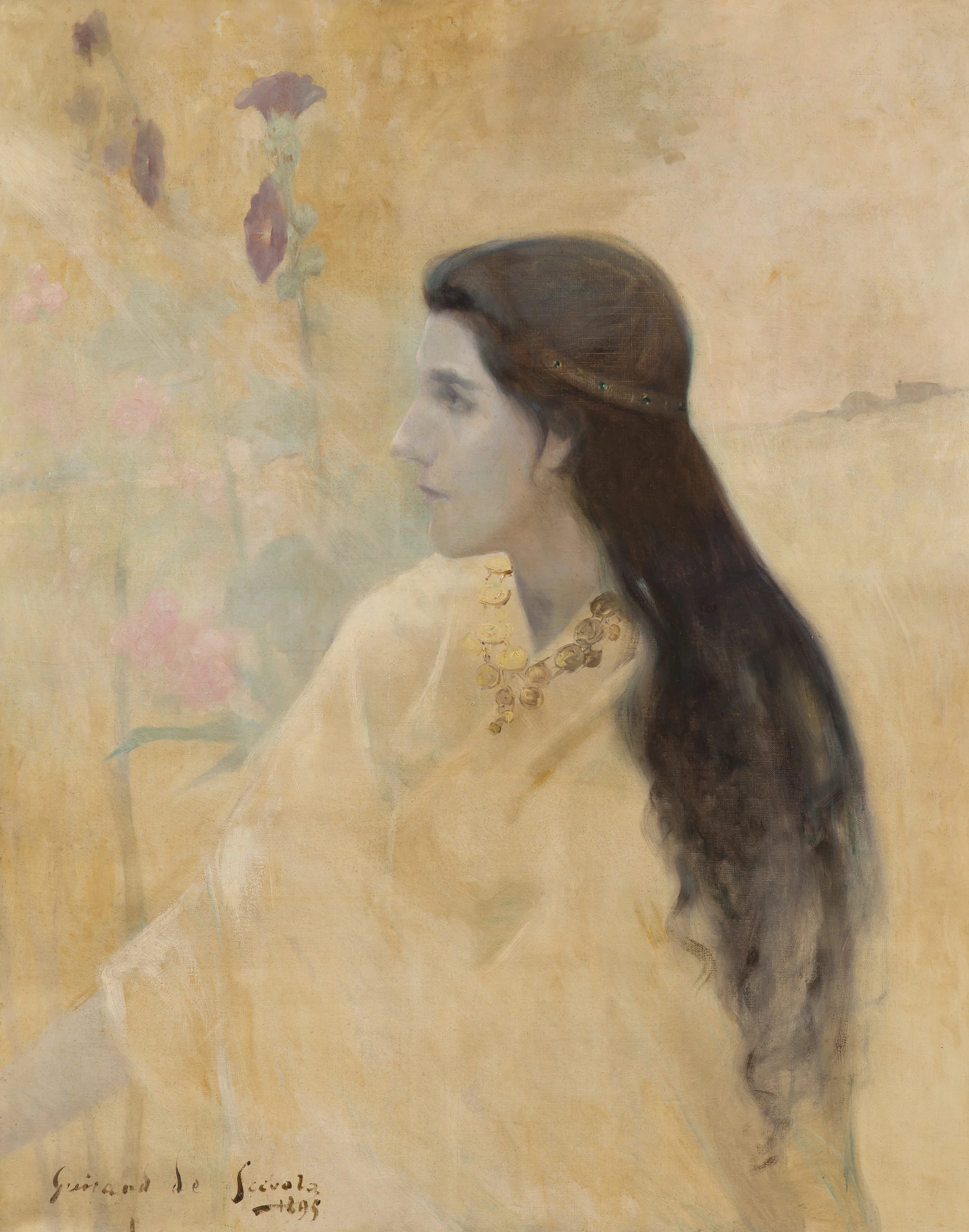
A Princesa das prímulas (1895).
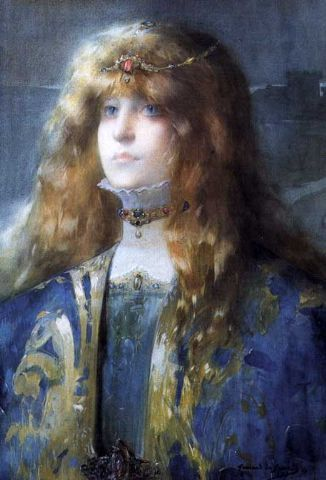
Retrato de Sarah Bernhardt (1899).
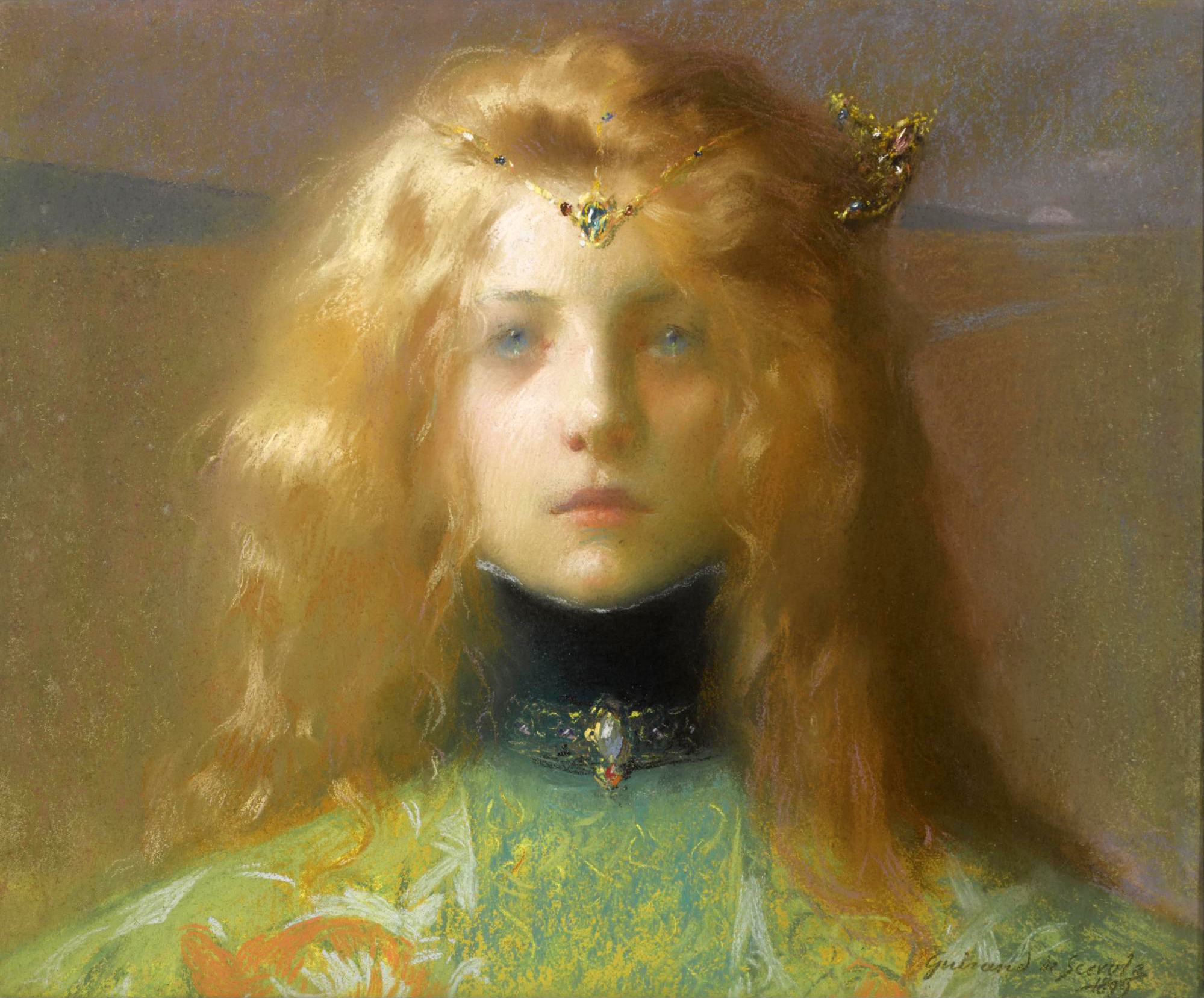
Jovem menina de frente (1899).
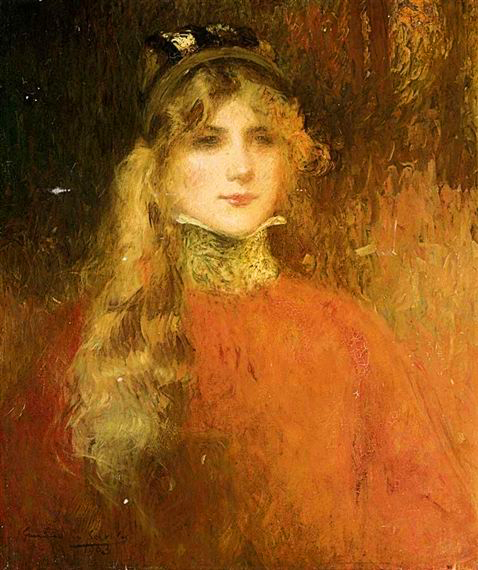
Jovem mulher em vermelho (1903).
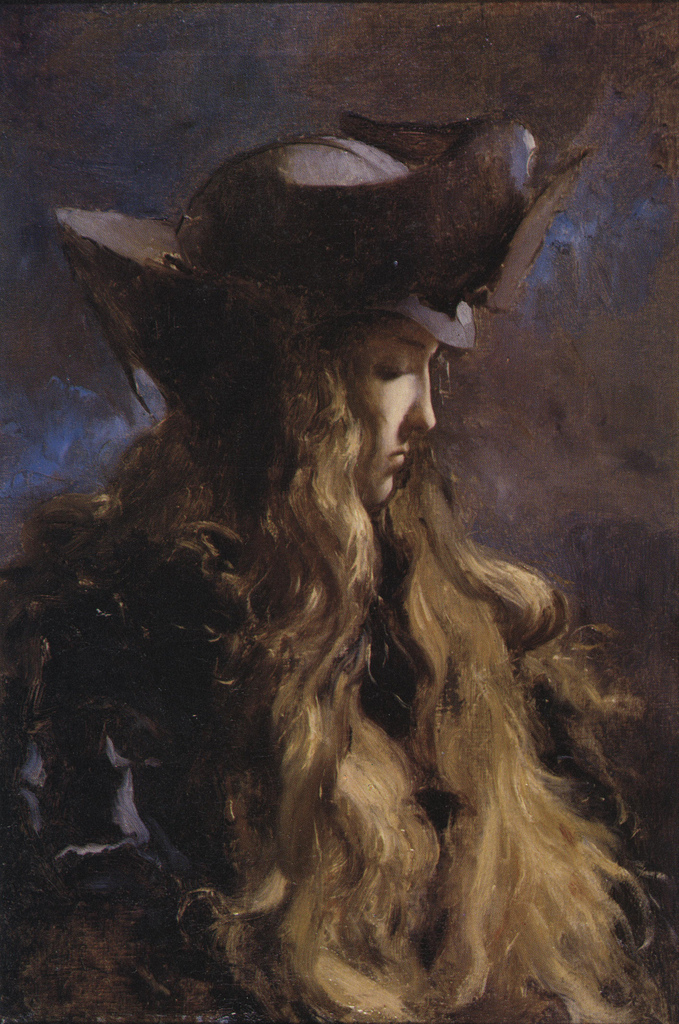
A Cabeleira.
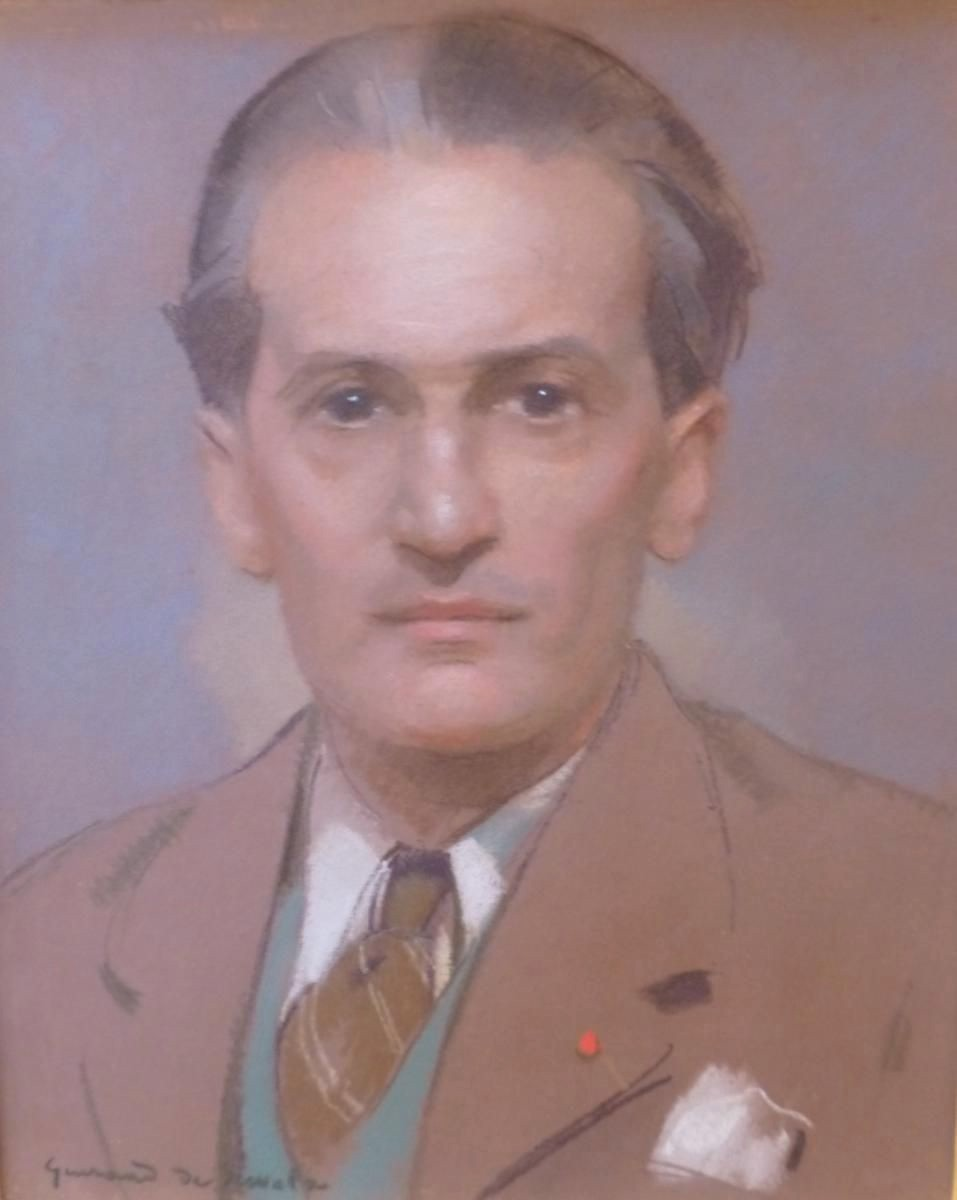
Retrato no identificado.
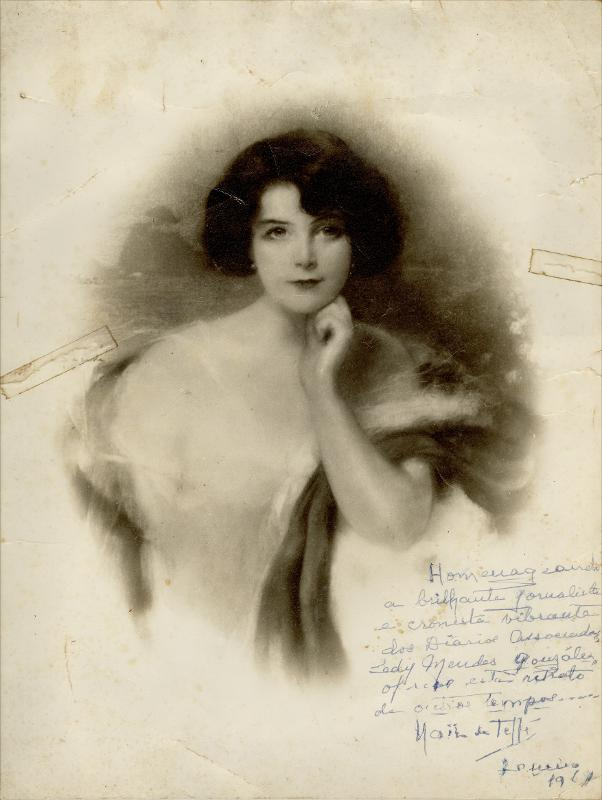
Retrato de Nair de Teffé (1911).